# Побійна
Побі́йна — село в Україні, в Баштечківській сільській громаді Уманського району Черкаської області. Розташоване на лівому березі річки Бурти (притока Гірського Тікичу) за 23 км на південний схід від міста Жашків. Населення становить 556 осіб (станом на 2001 р.).

## Історія
За місцевими переказами, назва села походить від слів “бій”, “побоїще”,  що характеризують одну з двох масштабних битв – 1644 та 1655 років, відповідно, що відбулися неподалік від місця розташування с.Побійна – біля села Охматів (відстань – 8км.). Перша битва – масштабна сутичка коронних військ з татарами, друга, часів козацької революції під проводом Б. Хмельницького – Дрижипільська битва 1655 року. Проте, більш імовірним є другий варіант, адже ідеологізація та масштабність Охматівської битви 1644 року, цілком закономірно не може йти в порівняння з однойменною битвою, що відбулась на 11 років пізніше – у 1655 році, що гіпотетично відобразилось у народній пам'яті. Також аргументом на користь походження назви села саме від  другої Охматівськоі битви, є відсутність цього села на картах Гійома де Боплана 1650 р., 6 років  – після першої битви, та за 5 років перед другою.
Село, ймовірно, засноване козаками-колоністами, під час Реконструкції Правобережжя, після доби Руїни, на поч XVIII століття. Найдавнішою письмовою згадкою, є опис місцевої церкви, що була побудована у 1748 році.
Станом на 1740-і роки, село належало пану Йосифу Товкачу, коштом якого у 1748 році була побудована Різдвяно-Богоматірська церква. 1830 року відбулася масштабна пожежа, яка знищила цю пам'ятку архітектури, проте вже у 1836, споруда була відбудована, шляхом реконструкції дзвіниці та добудови вівтаря. До власності цієї церкви, станом на 1840-ві роки належали 37 десятин землі. До відання Побійного приходу відносилось сусіднє село – Нагірна, власником якого був граф Браницький.
Згідно з описом, у другій половині XVIII ст., у селі нараховувалось 529 мешканців, 508, з яких – православного віросповідання, 21 – католики. Місцевий поміщик – Пелагін Піонтковський, у власності якого перебували 2742 десятини землі.
Станом на 1900 рік, у селі нараховувалось 157 дворів, та 752 мешканці, 379 з яких – чоловіки, а 373 – жінки. Основне заняття населення – хліборобство. За с. Побійна закріплювались 1436 десятин землі. Поділ земель наступний: 942 десятини – поміщицькі, 40 десятин – церковне володіння, 454 десятин – земля селян. Господарство велося по трипільній системі. Власник села, у 1900 році – Василь Яковлєв - Лисяний. В інфраструктурному плані, село укомплектоване: православною церквою, церковно-приходською школою, 2 млинами, 2 кузнями, хлібним магазином та пожежним пунктом. Поблизу села знаходилась залізнична станція Поташ. Капітал села, станом на 1900 рік – 561 рубль. Станом на 1932 рік у селі діяв колгосп. Станом на сьогодні(коли?), мешканці с. Побійна є повністю залежними від сусіднього села Нагірна, адже усі інфраструктурні об'єкти діють саме там.
У селі проживали нащадки бідної польської шляхти, але до Першої світової війни село вважалося досить багатим.
Село постраждало внаслідок геноциду українського народу, проведеного окупаційним урядом СРСР 1932-1933 та 1946-1947 роках.
У 2003 році село газифіковано.
Село було відоме на Черкащині завдяки покладам торфу.

## Відомі люди
- Бараболя Петро Демидович — контр-адмірал, письменник.

## Галерея

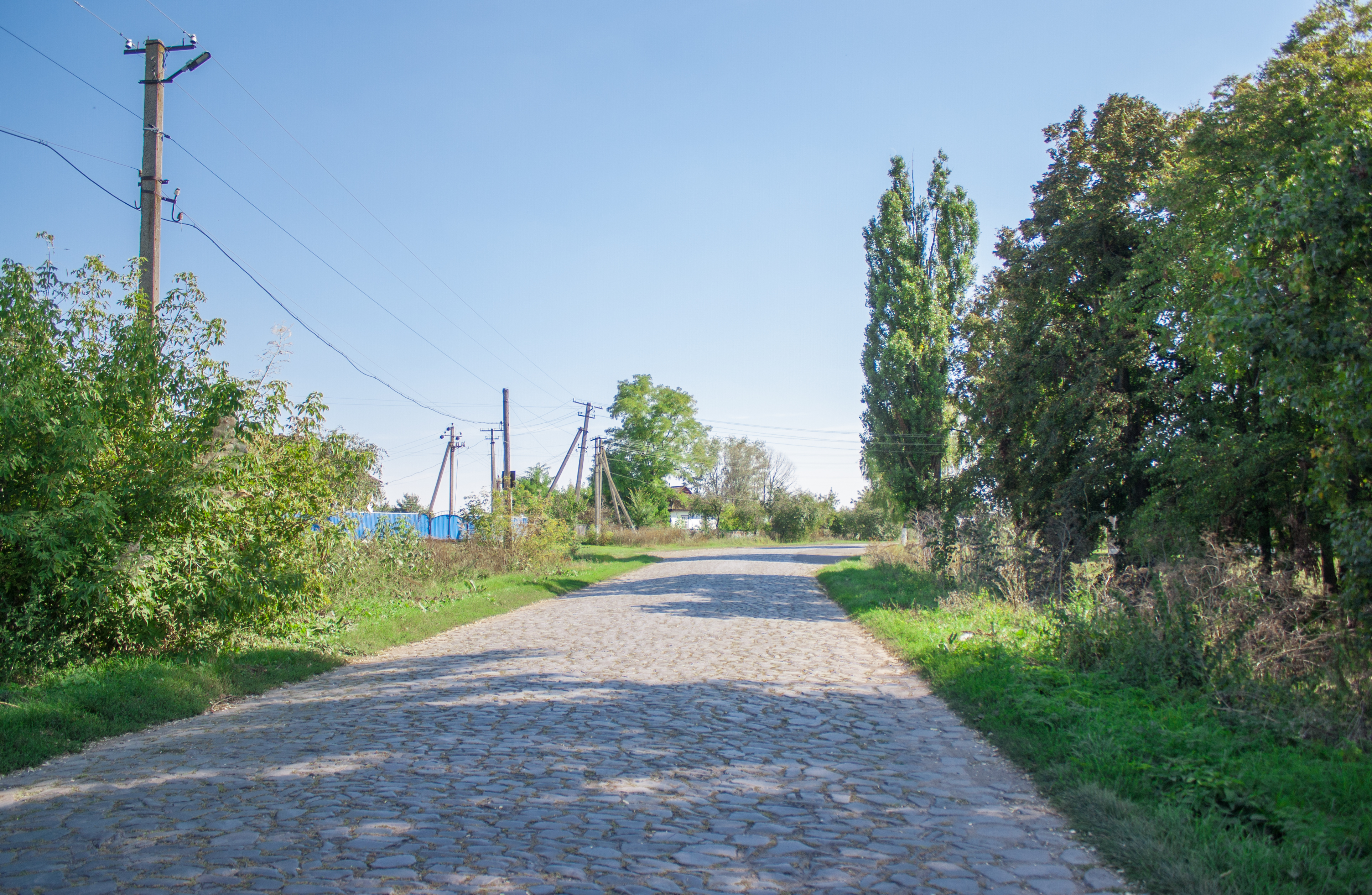
В'їзд у село
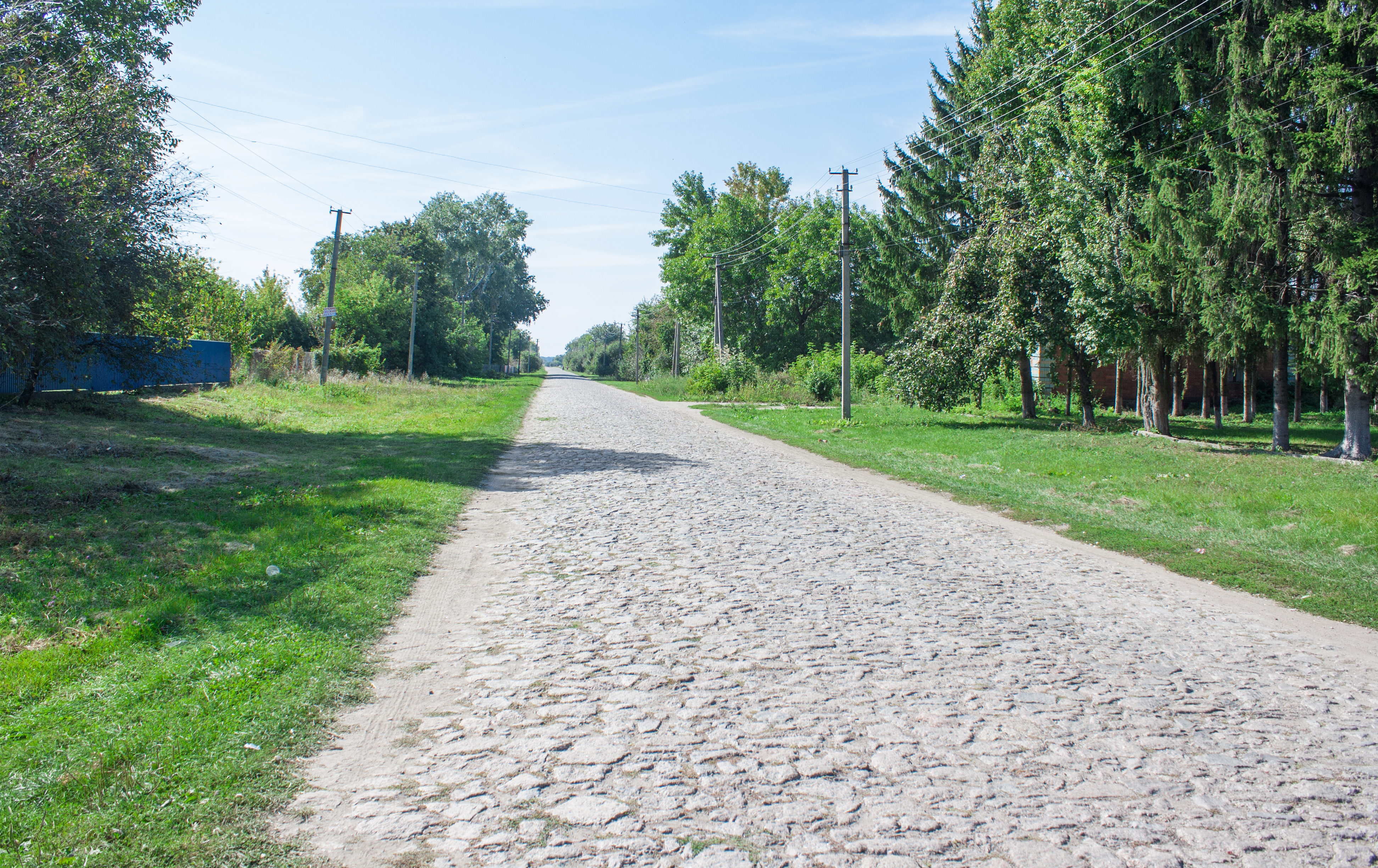
Вулиця Шевченка
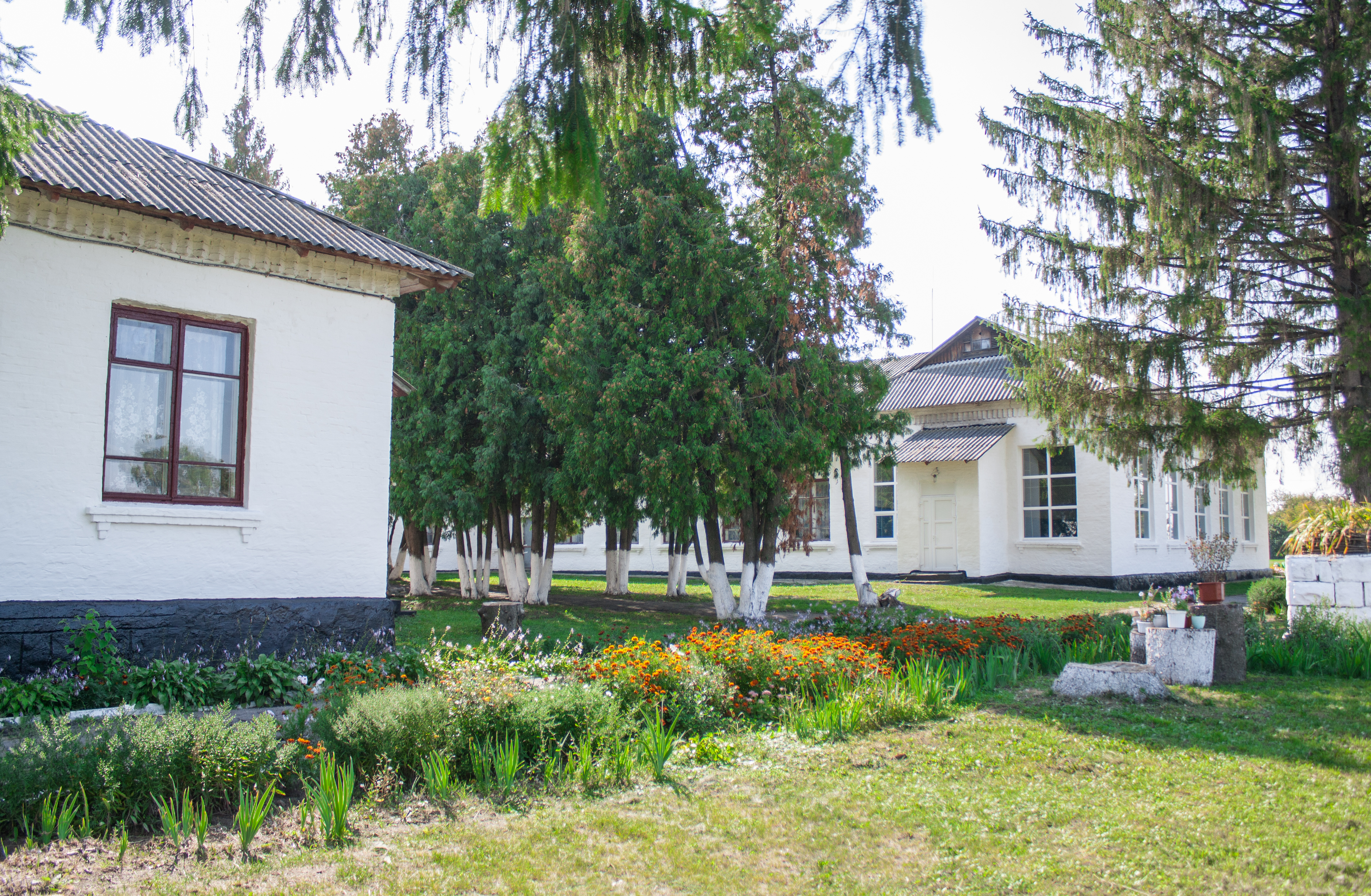
Школа
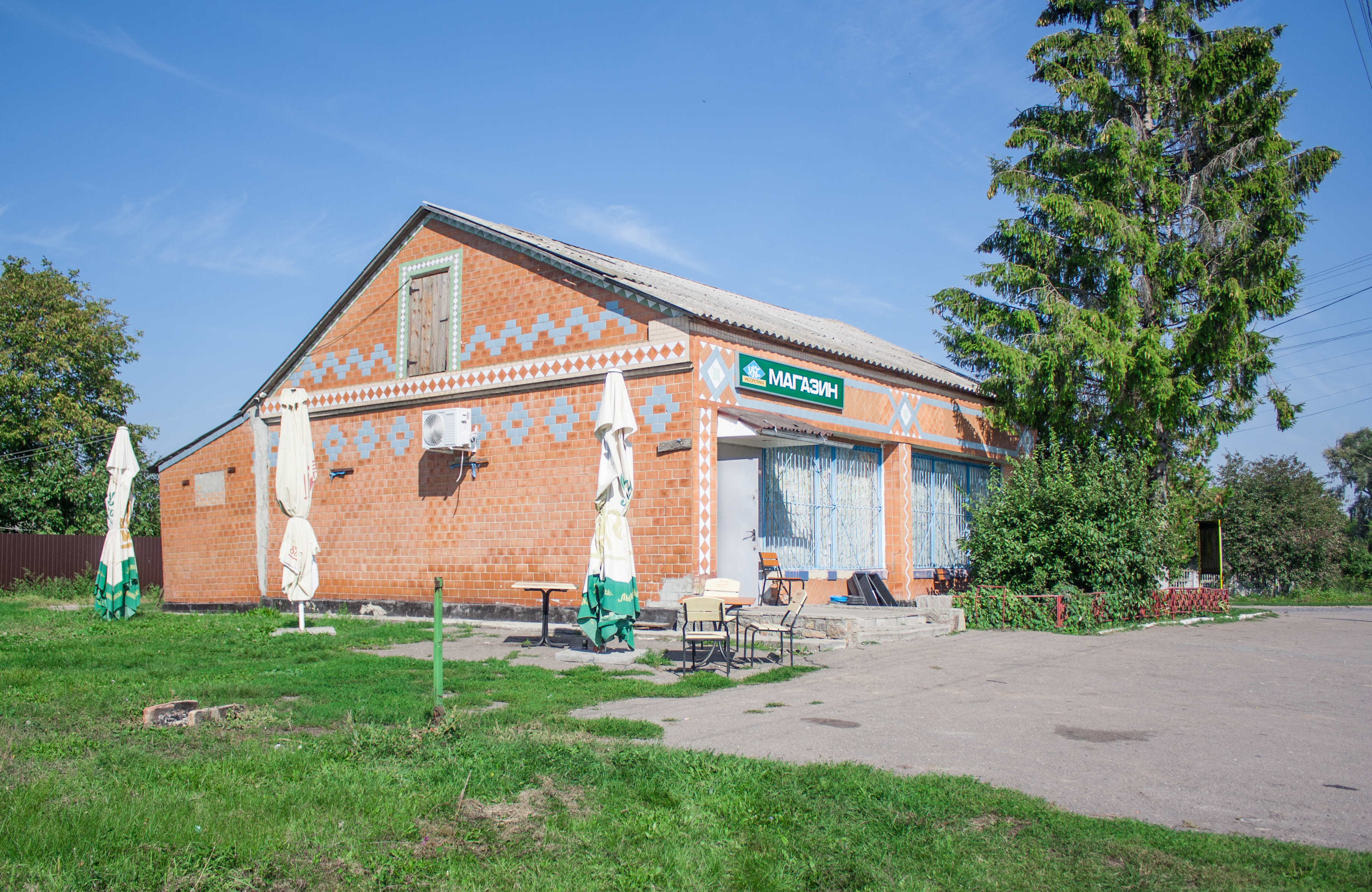
Магазин
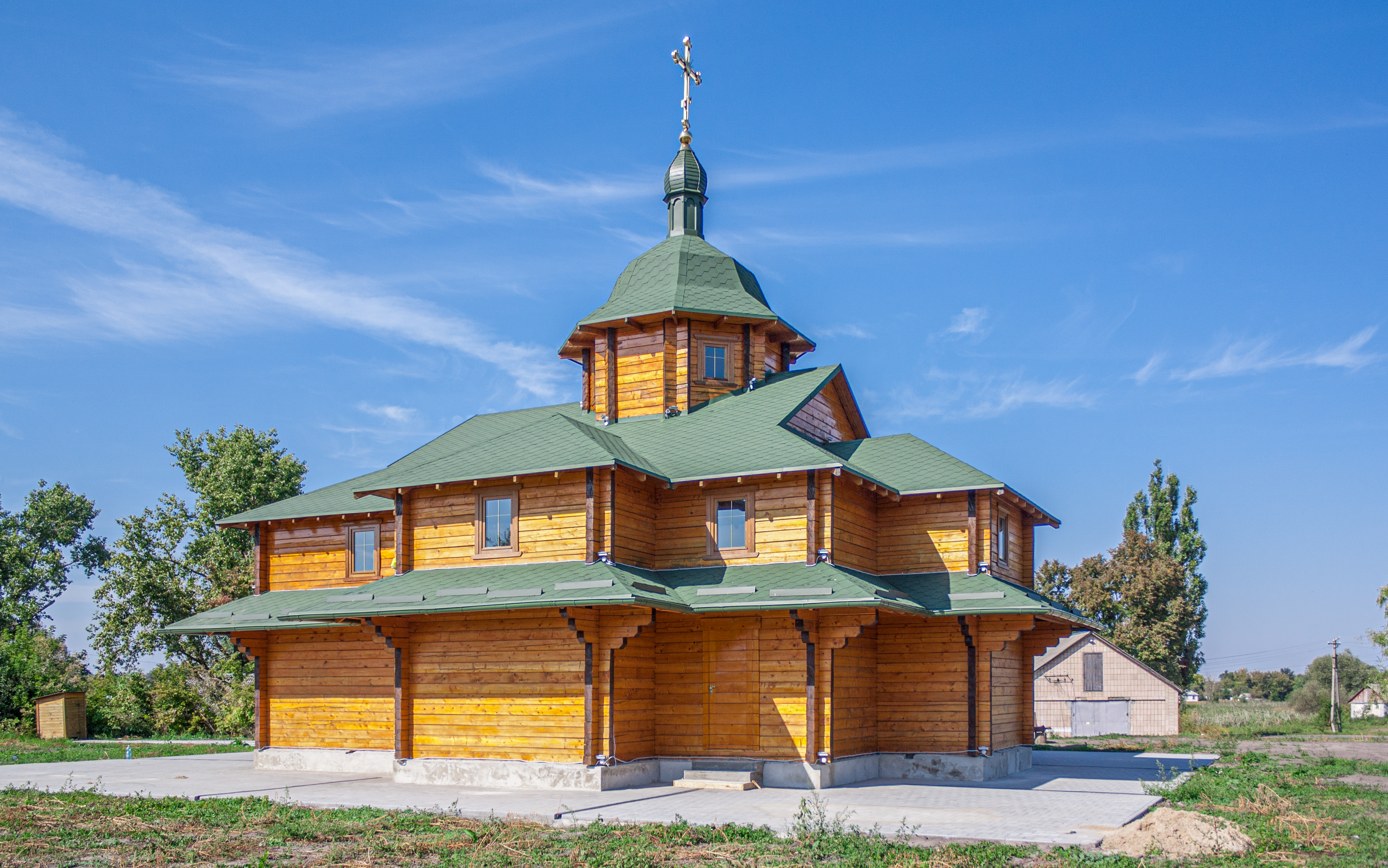
Церква
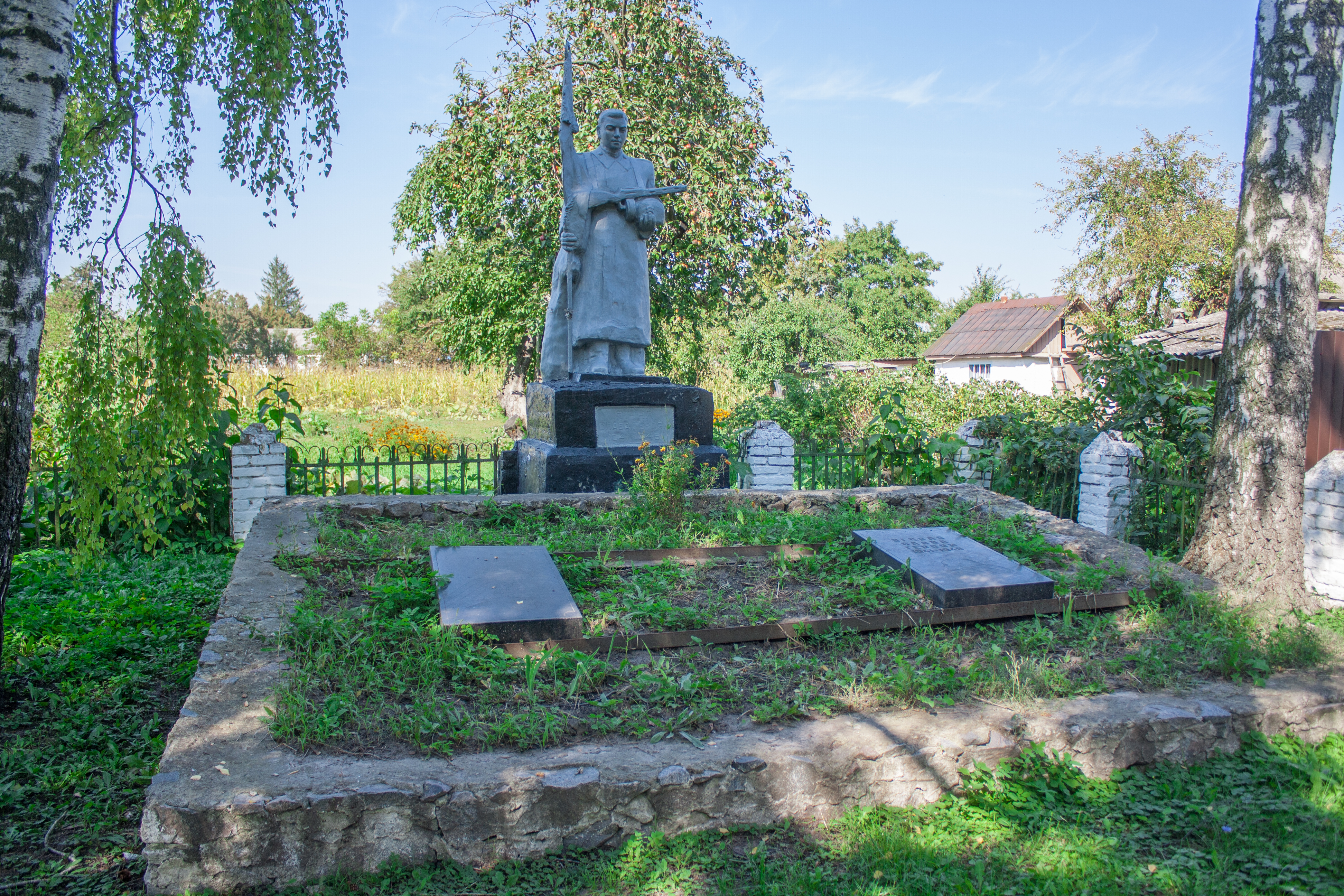
Братська могила радянських воїнів
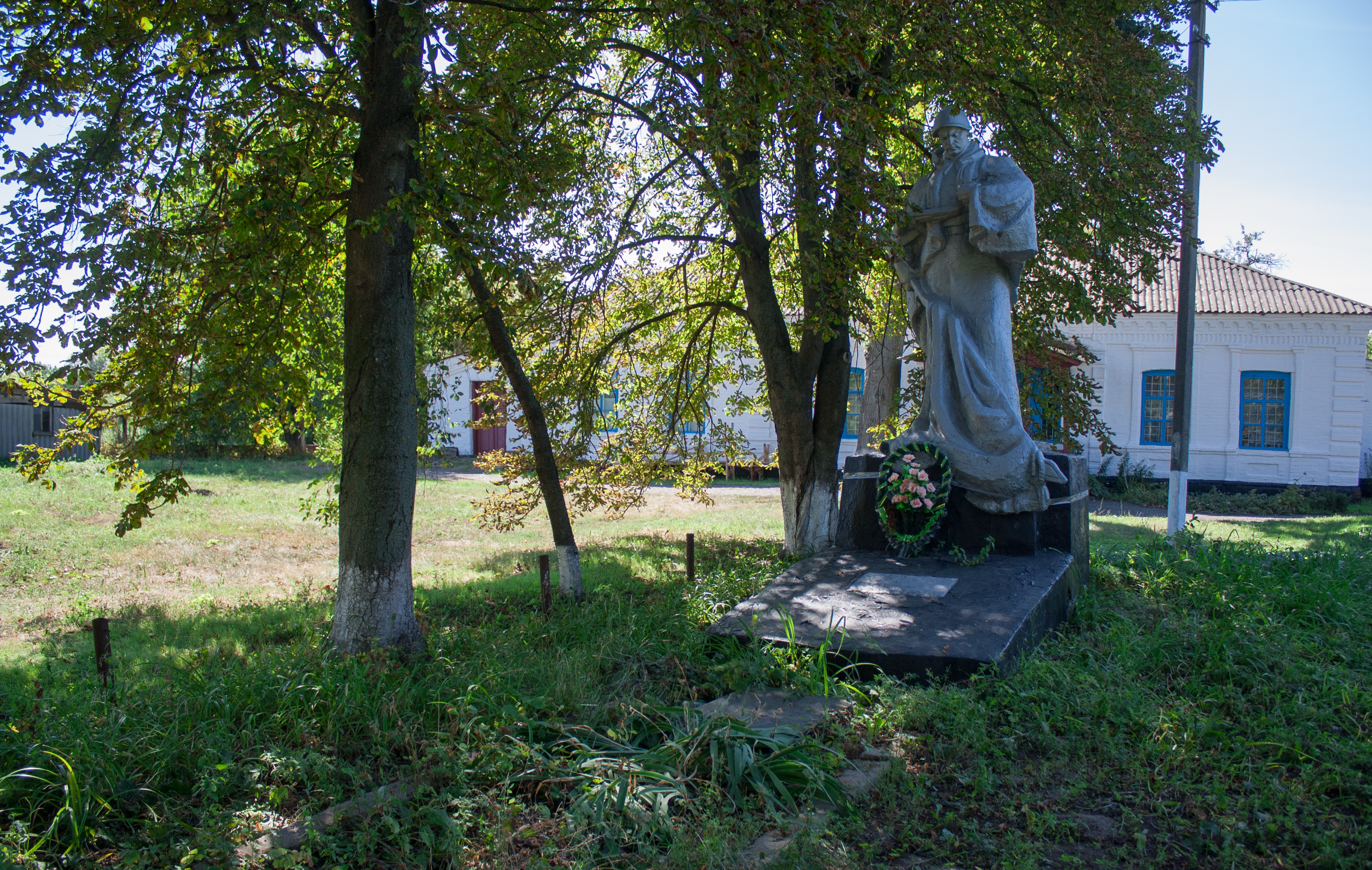
Пам’ятник невідомому солдату